# 冰島證券交易所
納斯達克冰島（英語：Nasdaq Iceland），前身為冰島證券交易所（冰島語： [ˈkʰœypˌhœtl ˈistlan(t)s]，簡稱ICEX），是冰島的證券交易所，創辦於1985年，由冰島中央銀行倡議，及由多家銀行及證券公司合組而成。1986年開始交易冰島政府債券，1991年開始證券交易。上市公司種類包括零售、漁業、運輸、銀行、保險等，由於冰島本身經濟規模不大，公開上市的成本較低，許多上市公司規模相對較小。

## 外部連結
- 冰島証券交易所網頁（页面存档备份，存于）